# Jordán labdarúgó-szövetség
Jordán labdarúgó-szövetség (Arabul: الاتحاد الأردني لكرة القدم, magyaros átírásban: al-Ittihád al-Urdunni li-Kurat al-Kadam).

## Történelme
1949-ben alapították. A Nemzetközi Labdarúgó-szövetségnek (FIFA) 1958-tól tagja. 
1974-től az Ázsiai Labdarúgó-szövetség nek (AFC) tagja. Fő feladata a nemzetközi kapcsolatokon kívül, a  Jordán labdarúgó-válogatott férfi és női ágának, a korosztályos válogatottak illetve a nemzeti bajnokság szervezése, irányítása. A működést biztosító bizottságai közül a Játékvezető Bizottság (JB) felelős a játékvezetők utánpótlásáért, elméleti (teszt) és cooper (fizikai) képzéséért.

## Elnökök
- HRH Prince Ali Bin Al-Hussein